# Jazz in un giorno d'estate
Jazz in un giorno d'estate (1960) è un film documentario registrato nel 1958 al Newport Jazz Festival nel Rhode Island.
Il film è composto dalle esibizioni di numerosi artisti jazz, tra cui Jimmy Giuffre, Thelonious Monk, Sonny Stitt, Anita O'Day, Dinah Washington, Gerry Mulligan, Chuck Berry, Chico Hamilton con Eric Dolphy, Louis Armstrong e Mahalia Jackson.